# Pieve di San Giovanni Battista (Querceto)
La pieve di San Giovanni Battista si trova a Querceto, frazione del comune di Montecatini Val di Cecina, in provincia di Pisa, diocesi di Volterra.
Il castello di Querceto, sorto su uno sperone roccioso del colle Montaneo, fu nel XII secolo possesso dei nobili di Querceto, per poi passare ai vescovi di Volterra e agli abati di Monteverdi Marittimo e finalmente nel 1252 al Comune di Volterra.
La chiesa ostruita nel XIII secolo all'interno delle mura del castello di Querceto, sostituì un'altra più antica che si trovava in aperta campagna.
È una costruzione del tipo a capanna, composta di filari regolari di piccole bozze in pietra arenaria. Il semplice portale è sormontato da una maiolica delle Manifatture Ginori dell'inizio del XX secolo.
L'interno, a capriate e a navata unica, era concluso da un'abside semicircolare, sostituita oggi dal coro quadrangolare, con un transetto sporgente ai cui bracci si accede attraverso una doppia archeggiatura su ogni lato.
I capitelli delle colonne presentano una varietà decorativa che va dalle grosse foglie acquatiche alla serie di caulicoli. Il capitello della semicolonna, a destra, mostra i simboli di tre evangelisti, Marco, Matteo e Giovanni.

## Opere già in loco
- Nel corso di un restauro nel 1971 fu trovata una piccola croce lignea risalente al VII-VIII secolo, adesso nel Museo diocesano d'arte sacra di Volterra.